# كولن سيمبسون
كولن سيمبسون هو مهندس كندي، ولد في 1959.